# Parc naturel de la Ragakāpa
Le Parc naturel de la Ragakāpa (en letton: "Ragakāpas dabas parks") est un parc naturel en Lettonie situé en Vidzeme dans la partie orientale de la ville de Jūrmala, une station balnéaire situé le long du golfe de Riga, à l'ouest de l'estuaire de la Lielupe. 
Le site s'étend sur 1,5 km2 autour d'une dune littorale façonnée par le vent sur 800 mètres de long et 100 mètres de large, la Ragakāpa, c'est-à-dire la Dune de la Corne en letton. Son point culminant s'élève à 17 mètres au-dessus du niveau de la mer et fait l'objet d'une protection par l'État letton depuis 1960. 
Le parc naturel abrite sept habitats protégés par l'Union européenne, dont plusieurs types de dunes et de forêts de pins, dont l'âge atteint pour certains environ 340 ans, ainsi que 5 espèces végétales rares et 4 espèces d'oiseaux protégées. 
Il appartient au réseau Natura 2000 qui rassemble des sites naturels ou semi-naturels de l'Union européenne ayant une grande valeur patrimoniale.

## Histoire
L'histoire de la Ragakāpa est liée au changement de flux de la Lielupe. Jusqu'au XVIIIe siècle, cette rivière se jetait dans la Daugava. Entre 1755 et 1757, le lit de la Lielupe a évolué pour se frayer un chemin jusqu'à la Mer Baltique. L'une des plus hautes dunes de Lettonie, la Ragakāpa, s'est formée à la nouvelle embouchure de la Lielupe. Elle mesure entre 12 et 17 m de haut, 800 m de long et 100 m de large.